# Ellen J. Kullman
Ellen Jamison Kullman (Wilmington, 22 gennaio 1956) è una dirigente d'azienda e ingegnere statunitense, attuale amministratore delegato di Carbon, già chairman e amministratore delegato di DuPont.

## Biografia
Ultima dei quattro figli di Joseph e Margaret Jamison, Ellen studiò ingegneria meccanica e successivamente nel 1983 conseguì un master's degree in gestione aziendale dalla Northwestern University.
Dopo gli studi cominciò la sua carriera alla General Electric e nel 1988 iniziò a collaborare con la DuPont come direttore marketing.
Dal 2004 al 2008 fu direttrice e membro del consiglio di amministrazione della General Motors.
Il 1º ottobre 2008 il consiglio della DuPont nominò Kullman presidente e direttore della società, per poi affidarle anche l'incarico di CEO a partire dal 1º gennaio 2009. Kullman divenne così il diciannovesimo amministratore delegato della società e la prima donna a guidare la compagnia dopo 206 anni dalla sua fondazione, ruolo che tenne fino al 2015.
Il 21 novembre 2019 viene annunciata la sua nomina ad Amministratore Delegato di Carbon, start-up attiva nel campo della stampa 3D.
Kullman è stata spesso citata da molte fonti autorevoli come una delle donne più influenti al mondo. Per esempio la rivista Fortune l'ha inclusa più volte nella sua lista delle 50 donne più potenti: nel 2008 era al quindicesimo posto, nel 2009 e nel 2010 al settimo. Il Wall Street Journal l'ha messa all'ottavo posto nella classifica delle "50 donne da tenere sott'occhio nel 2008" e la rivista Forbes l'ha citata ripetutamente nella sua lista delle 100 donne più potenti del mondo: nel 2008 era all'ottantaseiesimo posto, nel 2009 al settimo e nel 2010 al diciottesimo.

### Vita privata
Ellen Kullman è sposata con Michael Kullman, dal quale ha avuto tre figli.